# パウロ6世記念ホール

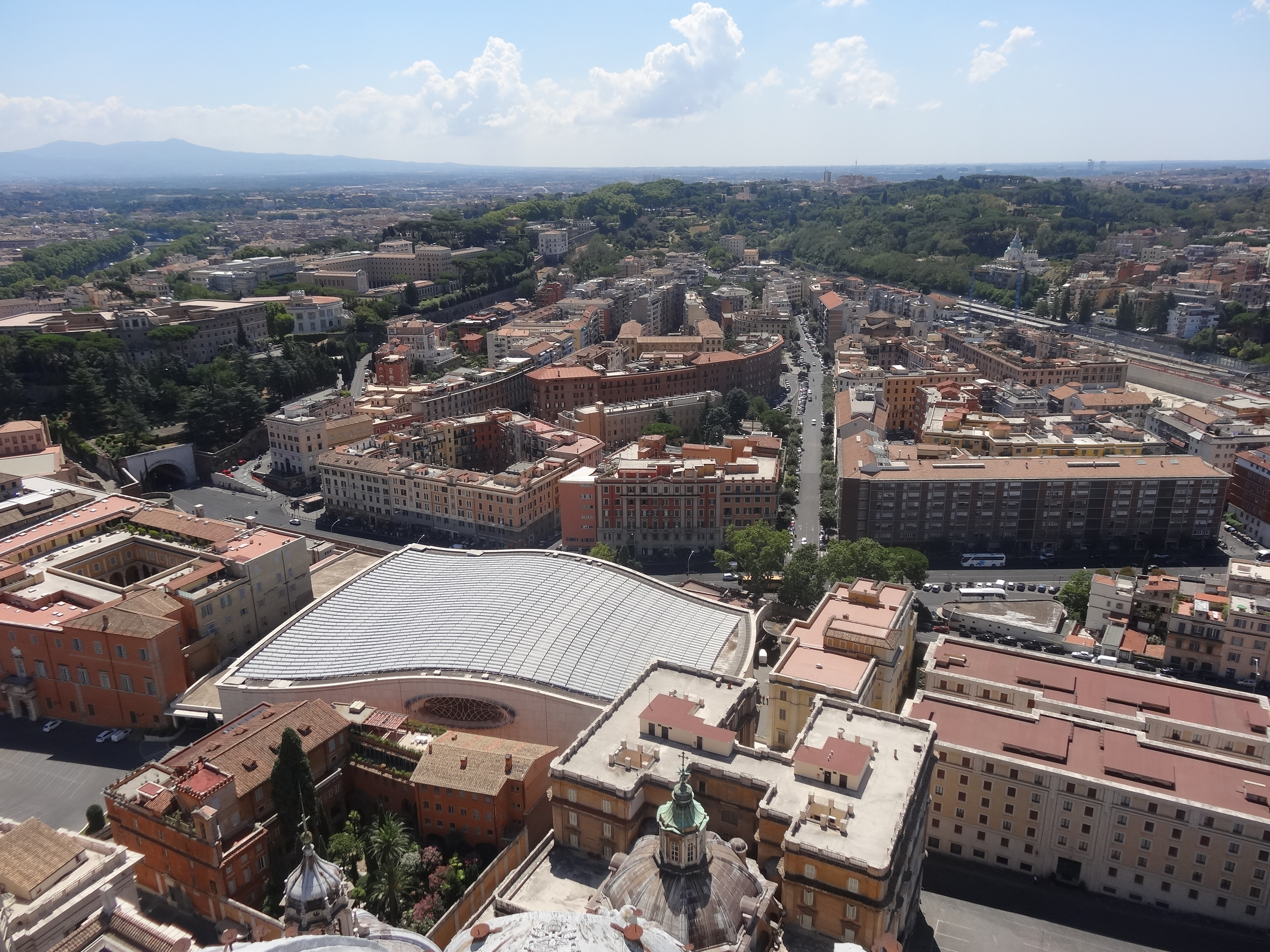
サン・ピエトロ大聖堂の屋上からのパウロ6世記念ホールの眺め

パウロ6世記念ホール（パウロ6せいきねんホール、イタリア語: Aula Paolo VI）は、ローマ教皇パウロ6世の名を冠したローマにある建物である。6,300人の収容能力があり、イタリアの建築家ピエール・ルイージ・ネルヴィによって鉄筋コンクリートで設計され、1971年に完成した。このホールは、コロンブス騎士団によって寄付された土地に建設された。
このホールが建てられている土地の一部はバチカン市国内に含まれているが、ほとんどの部分が市国外のイタリア側にある。イタリア側の建物は聖座の治外法権エリアとして扱われており、毎週水曜日朝の教皇の一般謁見の際にサン・ピエトロ広場の代わりとして利用される。謁見台には、『La Resurrezione』（復活）と題されたペリクレ・ファッツィーニによる80トンのブロンズと銅の合金の彫刻がそびえたっている。ホール2階の東端には、「シノド・ホール」として知られる小会議場がある。

## ソーラールーフ
2007年5月27日、ホールが必要とするすべての冷暖房と照明のための十分な電力を年間を通して供給するために、ホールの屋根は2,400枚の太陽光発電パネルによって覆われることが明らかになった。このシステムはドイツの製造業者のソーラーワールド社によって提供され、価格は150万ドルと見積もられている。2008年11月26日に正式に稼働が開始され、2008年の欧州ソーラー賞の「ソーラー建築と都市開発」部門において受賞した。